# Преброяване на населението в Княжество България (1880)
Преброяването на населението в Княжество България през 1880 година е първото официално преброяване, осъществено от НСИ, гласувано със закон от 13 декември 1880 г.
Предварителните резултати са публикувани с дата 1 януари 1881 г.
Съгласно това преброяване населението на княжеството е 2 007 919 души души, от тях 1 027 803 (51 %) са мъже и 980 116 (49 %) са жени.

## Резултати

#### Население по местоживеене (1881 г.)
| Град           | Население |
| -------------- | --------- |
| Русе           | 26 163    |
| Варна          | 24 555    |
| Шумен          | 23 093    |
| София          | 20 501    |
| Видин          | 13 704    |
| Разград        | 11 625    |
| Свищов         | 11 540    |
| Плевен         | 11 474    |
| Велико Търново | 11 247    |
| Враца          | 11 190    |
| Силистра       | 10 642    |
| Самоков        | 9970      |
| Кюстендил      | 9590      |
| Добрич         | 9567      |
| Търговище      | 9197      |
| Севлиево       | 8373      |
| Габрово        | 7646      |
| Дупница        | 7529      |
| Лом            | 7504      |
| Тутракан       | 7112      |
| Троян          | 6289      |